# Албаба (станция)
Албаба́ — Железнодорожная станция Горьковской железной дороги на участке Свияжск — Буинск — Ульяновск в одноимённом посёлке при станции.

## История
Станция была построена в 1942 году организованными в Волжлаг мобилизованными немцами и местными колхозниками, и являлась частью Волжской рокады. В качестве материала для строительства дороги использовались рельсы и шпалы переправленные из восточной части страны, где до войны планировалось строительство Байкало-Амурской магистрали.

## Современное состояние
Через станцию проходят пассажирские и грузовые поезда, идущие в южном направлении из Казани и обратно. Является конечной для пригородных электропоездов сообщением Казань-Пасс — Албаба — Казань-Пасс. На станции заканчивается контактная сеть.
- Электропоезд ЭД9Э-0004 на станции Албаба
- Рельсовый автобус РА2-066 на станции Албаба